# 阿爾齊茲
阿爾齊茲（烏克蘭語：Арциз，羅馬化：Artsyz，發音：[ɐrˈt͡sɪz] ⓘ）是乌克兰西南部敖德薩州博爾赫拉德區阿尔齐兹市镇的城市及该市镇的行政中心，2020年7月18日前为阿爾齊茲區的行政中心。該市距離州府敖德薩156公里，始建於1816年，面積17.73平方公里，海拔高度16米，2022年人口数量为14,355人。

## 图集

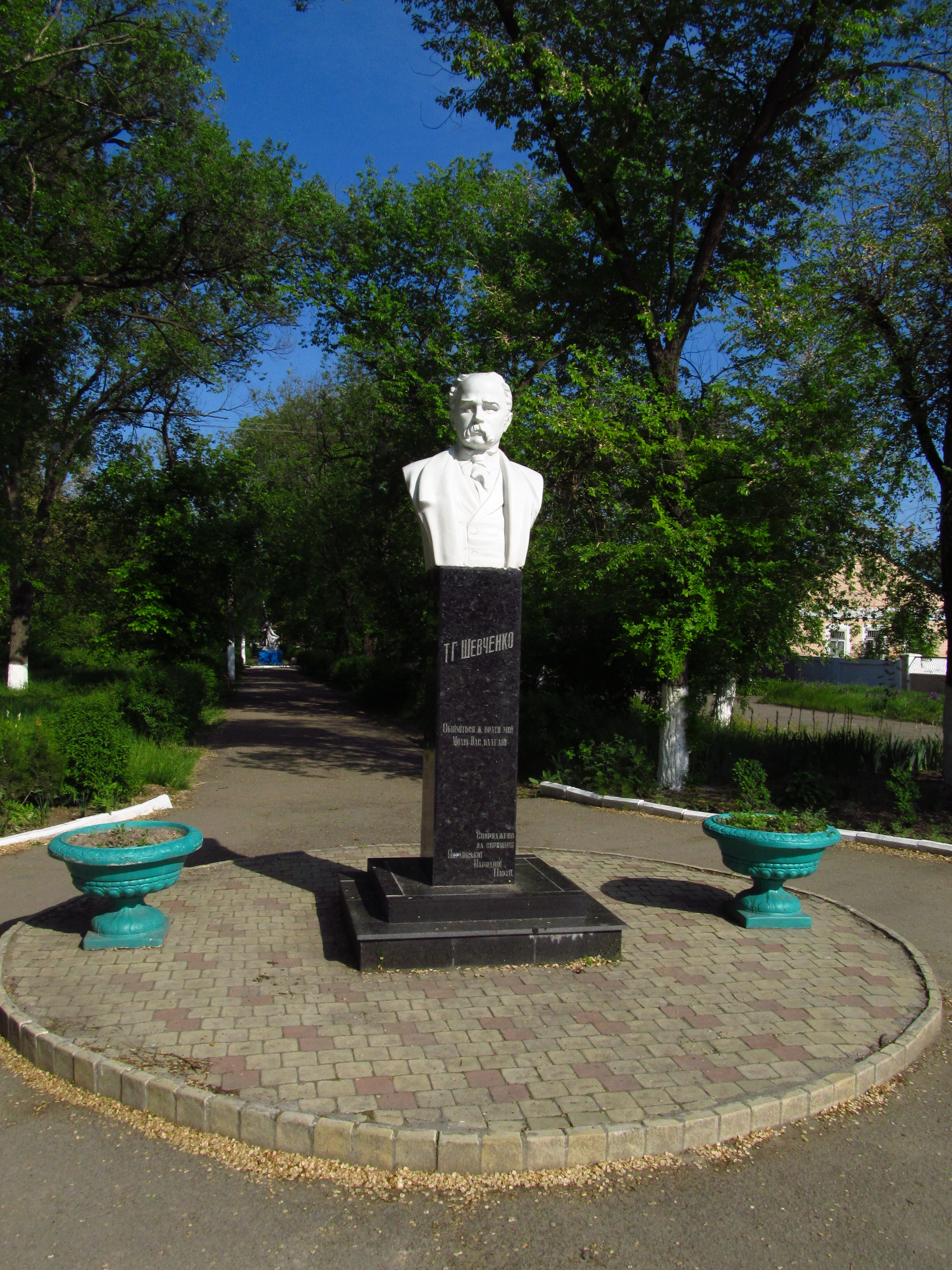
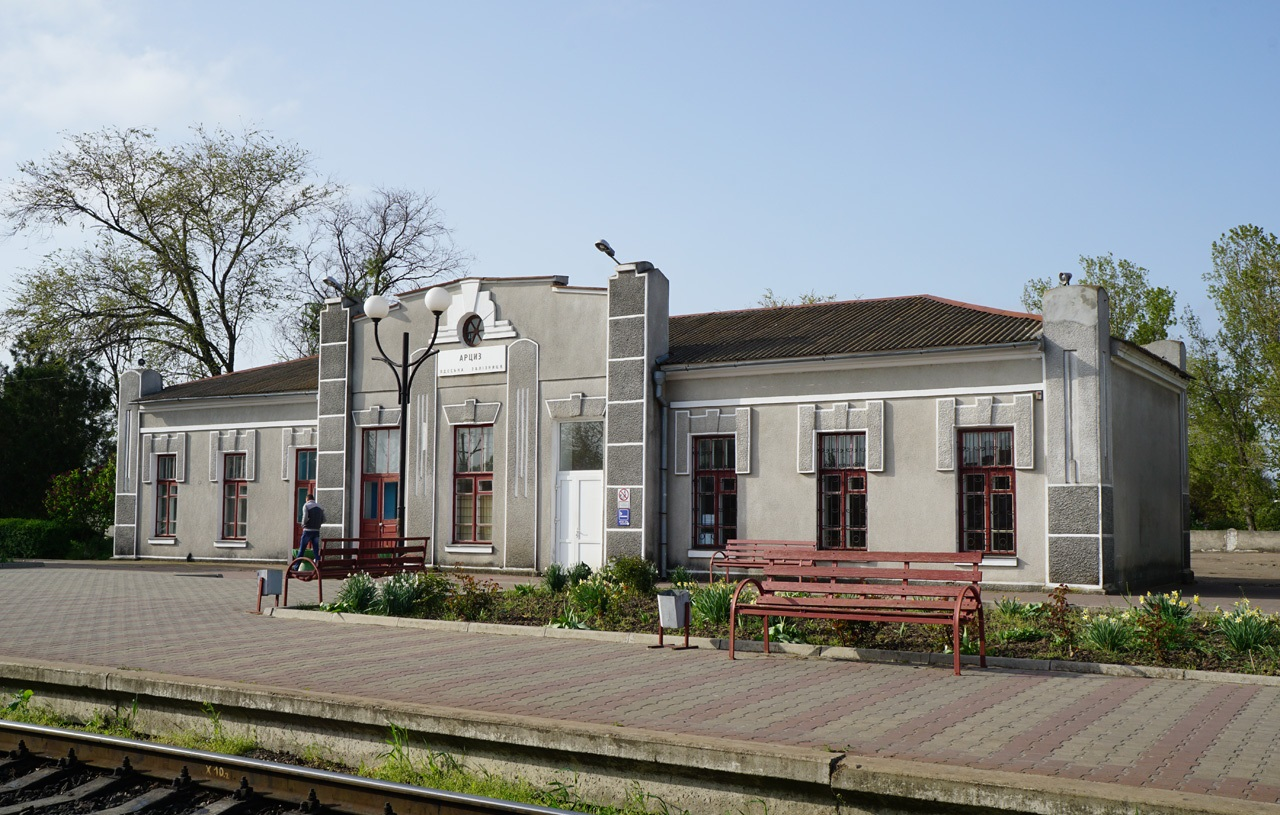